# Pyhä-Häkki Nationalpark
Pyhä-Häkki Nationalpark (Pyhä-Häkin kansallispuisto) er en nationalpark i det Mellemste Finland. Den blev oprettet i 1956 (udvidet i 1982, da Kotaneva blev lagt til) og dækker 13 km2 . Dens grundlæggelse var planlagt allerede i slutningen af 1930'erne, men anden verdenskrig afbrød disse planer.
Nationalparken beskytter gamle krat af skovfyr og rødgran, som voksede op da Finland var stadig under svensk styre, og moser, som omfatter halvdelen af nationalparken. Nationalparken er det største tilbageværende område med urskov i den sydlige halvdel af Finland . Foruden fyr og gran er vortebirk, dunbirk, bævreask og rødel (den sidstnævnte langs nogle åer) de højere træarter i nationalparken.